# Rainbows End (Nouvelle-Zélande)
Rainbows End  est un village rural situé à l’extrémité de ‘Green Road’ entre la Oak River et le fleuve Matakana dans la région d’Auckland.

## Situation
La localité de Matakana est située à 4,5 km vers le nord. 
La localité de Sandspit est de l’autre côté de la Oak River directement au sud .
- Rainbows End Reserve est une petit front de mer avec une rampe pour les bateaux et une jetée [2] , [3].

## Démographie
Statistics New Zealand décrit Rainbows End comme un village rural, qui couvre une superficie de 0,22 km2 et a une population estimée à 100 habitants en juin 2024 avec une densité de population de de 455 personnes par km2.
Rainbows End n’est qu’une partie de la Matakana#Zone statistique de Dome Valley-Matakana beaucoup plus large.
La localité de Rainbows End avait une population de 111 habitants lors du recensement néo-zélandais de 2018, en augmentation de 30 personnes (37 %) depuis le recensement néo-zélandais de 2013, et une augmentation de 30 personnes (37 %) depuis le 2006 census. 
Il y avait 51 logements, comprenant 54 hommes et 57 femmes, donnant un sexe-ratio de 0,95 homme pour une femme. 
L’âge médian était de 62,1 ans (comparé avec les 37,4 ans au niveau national), avec 6 personnes (5,4 %) âgées de moins de 15 ans, 9 personnes (8,1 %) âgées de 15 à 29 ans , 42 personnes (37,8 %) âgées de 30 à 64 ans et 54 personnes (48,6 %) âgées de 65 ans ou plus.
L’ethnicité était pour 97,3 % européens/Pākehās, 2,7 % Māoris, 2,7 % personnes venant du Pacifique, 2,7 % d’origine asiatique et aucun d’autre ethnicité. 
Les personnes peuvent s’identifier de plus d’une ethnicité en fonction de l’origine de leurs parents.
Du point de vue de la religion, 51,4 % n’avaient aucune religion, 37,8 % étaient chrétiens, et 2,7 % Musulmans. 
Le reste soit 8,1 % ont choisi de ne pas répondre à la question du recensement.
Parmi ceux d’au moins 15 ans d’âge, 27 personnes (25,7 %) avaient une licence ou un degré universitaire supérieur et 15 personnes (14,3 %) n’avaient aucune qualification formelle. Le revenu médian était de 31,700 $, comparé avec les 31,800 $ au niveau national. 
21 personnes (20 %) gagnaient plus de 70,000 $ comparé avec les 17,2 % au niveau national. 
Le statut d’emploi de ceux d’au moins 15 ans d’âge était pour 33 personnes (31,4 %) un emploi à plein temps, pour 15 personnes (14,3 %) un emploi à temps partiel et 3 personnes (2,9 %) étaient sans emploi .